# Hugelshofen
Hugelshofen ist eine ehemalige Orts- und Munizipalgemeinde und eine Ortschaft der Gemeinde Kemmental im Kanton Thurgau in der Schweiz.
Die am nördlichen Hangfuss des Ottenbergs gelegene Ortsgemeinde Hugelshofen bildete 1803 bis 1995 mit der Ortsgemeinde Dotnacht die Munizipalgemeinde Hugelshofen im Bezirk Weinfelden. 1996 vereinigten sich diese Gemeinden mit der Munizipalgemeinde Alterswilen und ihren Ortsgemeinden zur politischen Gemeinde Kemmental. Die Ortsgemeinde Graltshausen wurde 1866 von der Munizipalgemeinde Hugelshofen abgetrennt und der Munizipalgemeinde Berg TG zugeteilt.

## Geschichte

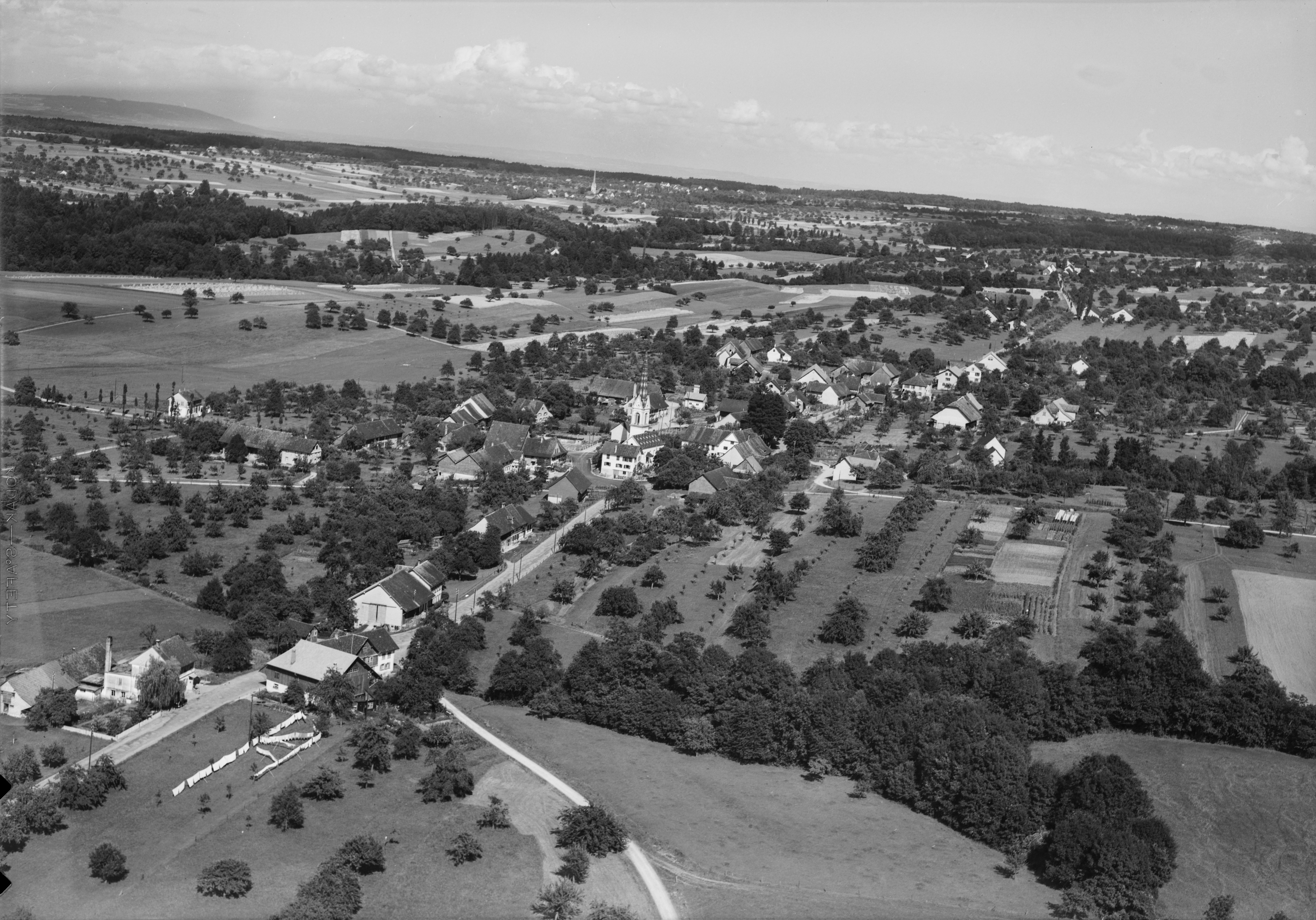
Hugelshofen im Jahr 1954

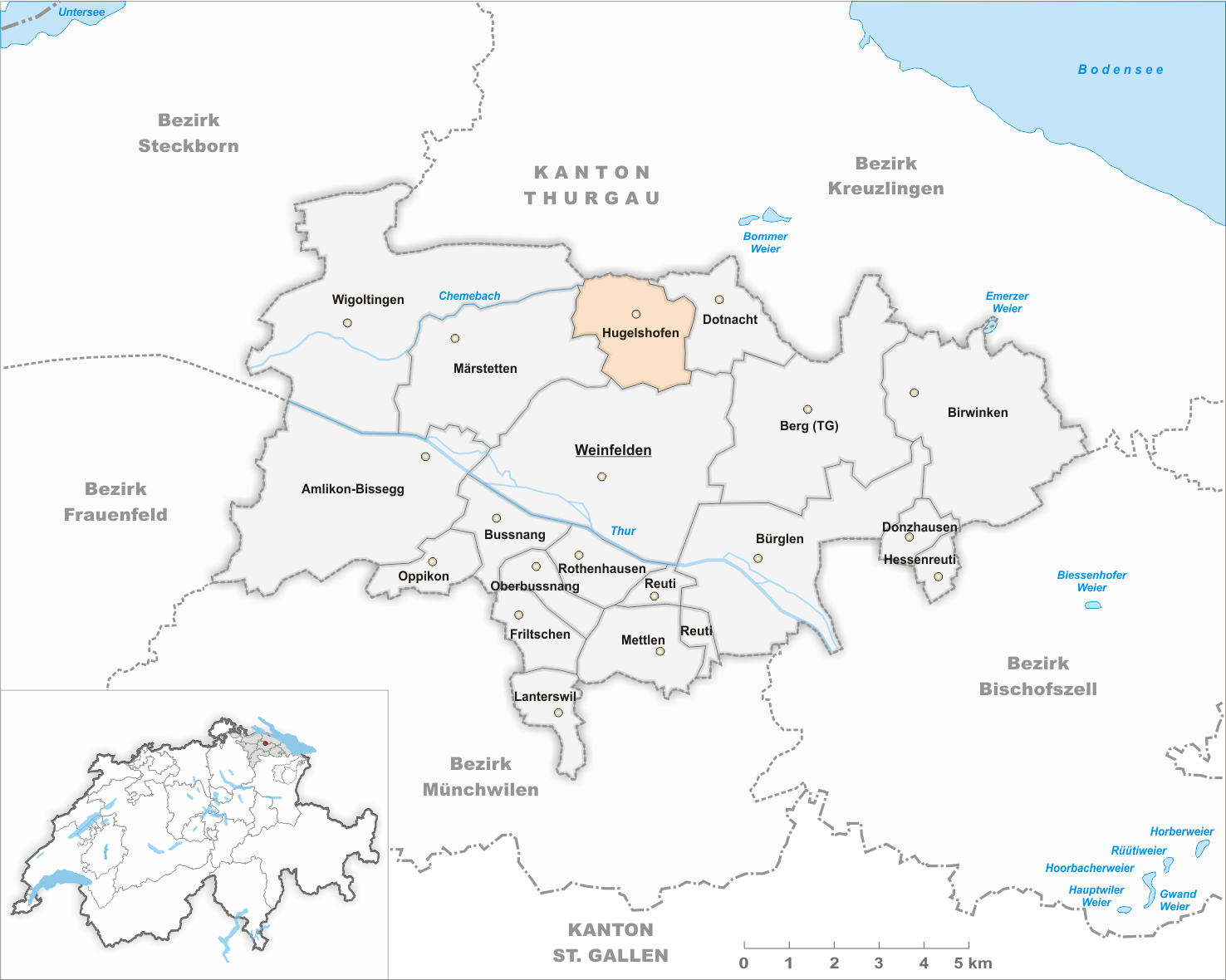
Gemeindestand vor der Fusion im Jahr 1996

Hugelshofen wurde 1176 erstmals als Hugolteshouen urkundlich erwähnt. Ursprünglich verfügte der Bischof von Konstanz in Hugelshofen über Grundbesitz. Vom Spätmittelalter bis 1798 war das Dorf ein sogenanntes Hohes Gericht, das dem eidgenössischen Landvogt im Thurgau direkt unterstand.
1381 wird in Hugelshofen eine Kirche erwähnt. Nachdem die Versuche, eine selbstständige Pfarrei zu werden, gescheitert waren, schloss sich Hugelshofen kirchlich 1543 dem reformierten Alterswilen an, mit dem es noch heute verbunden ist.
Neben dem Acker- und Obstbau kamen in der zweiten Hälfte des 19. Jahrhunderts Viehzucht und Milchwirtschaft auf. 1862 entstand eine Käserei. Zu dieser Zeit bestanden auch eine Mühle und eine Sägerei. Um 1900 wurden in Hugelshofen einige Stickereilokale betrieben sowie eine Leimsiederei. Trotz der Umnutzung von Bauernbetrieben zu Wohnbauten bewahrte Hugelshofen bis heute seinen Charakter als Bauerndorf.

## Bevölkerung
| Jahr              | 1850 | 1900 | 1950 | 1990 | 2000  | 2010  | 2018  | 2023  |
| ----------------- | ---- | ---- | ---- | ---- | ----- | ----- | ----- | ----- |
| Munizipalgemeinde | 769  | 641  | 662  | 569  |       |       |       |       |
| Ortsgemeinde      | 442  | 360  | 359  | 325  |       |       |       |       |
| Ortschaft         |      |      |      |      | 273   | 328   | 423   | 435   |
| Quelle            |      |      |      |      | [ 5 ] | [ 6 ] | [ 2 ] | [ 7 ] |

Von den insgesamt 435 Einwohnern der Ortschaft Hugelshofen am 31. Dezember 2023 waren 52 bzw. 12,0 % ausländische Staatsbürger. 207 (47,6 %) waren evangelisch-reformiert und 64 (14,7 %) römisch-katholisch.

## Sehenswürdigkeiten
Die farbigen Ziegel der evangelischen Kirche gehen auf den dritten Kreuzzug im 12. Jahrhundert zurück. Die nordwestlich des Dorfes gelegene Ruine Schleifenrain war vermutlich im 12. Jahrhundert Sitz der Konstanzer Ministerialen von Hugelshofen.

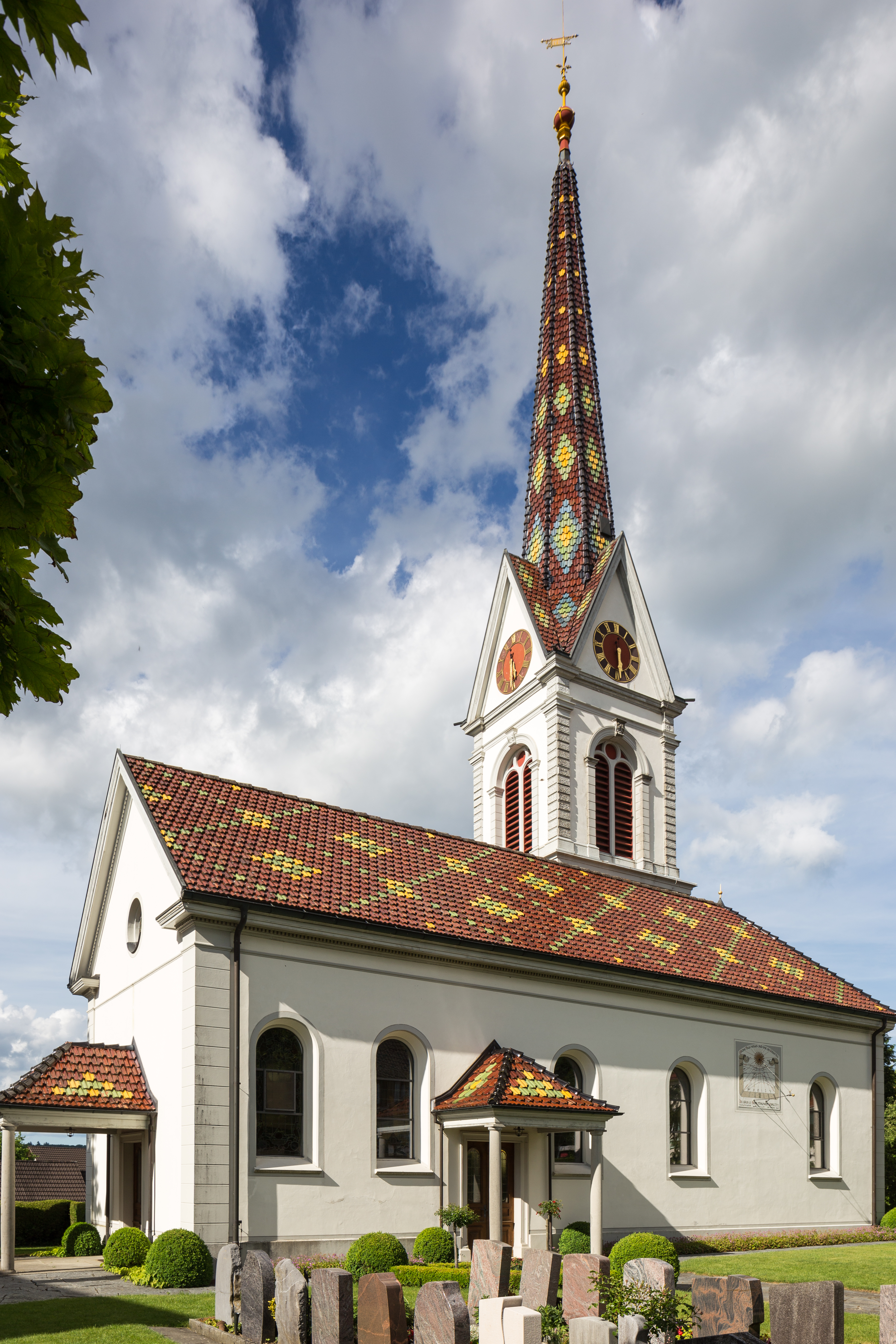
Kirche
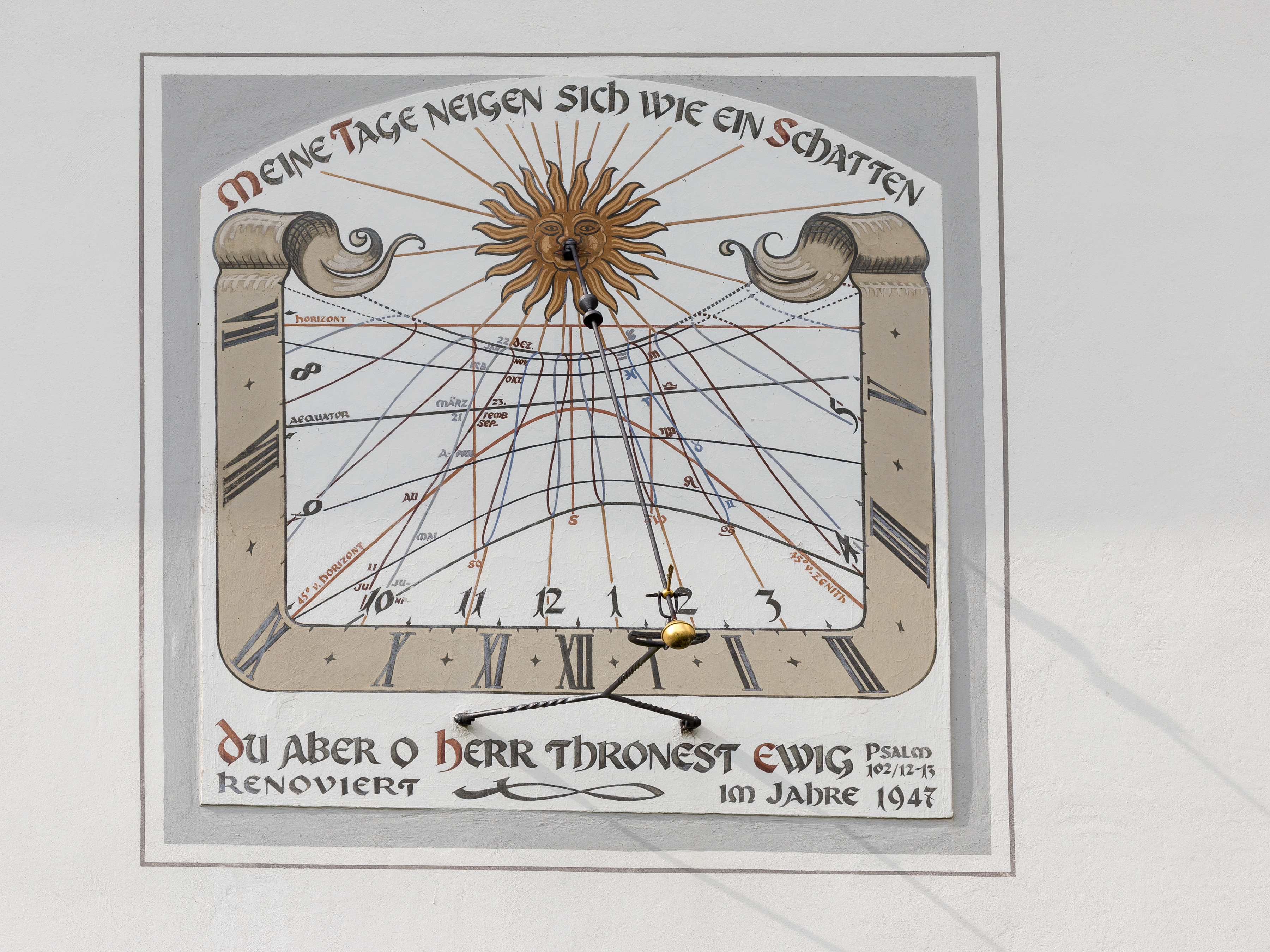
Sonnenuhr am Kirchturm
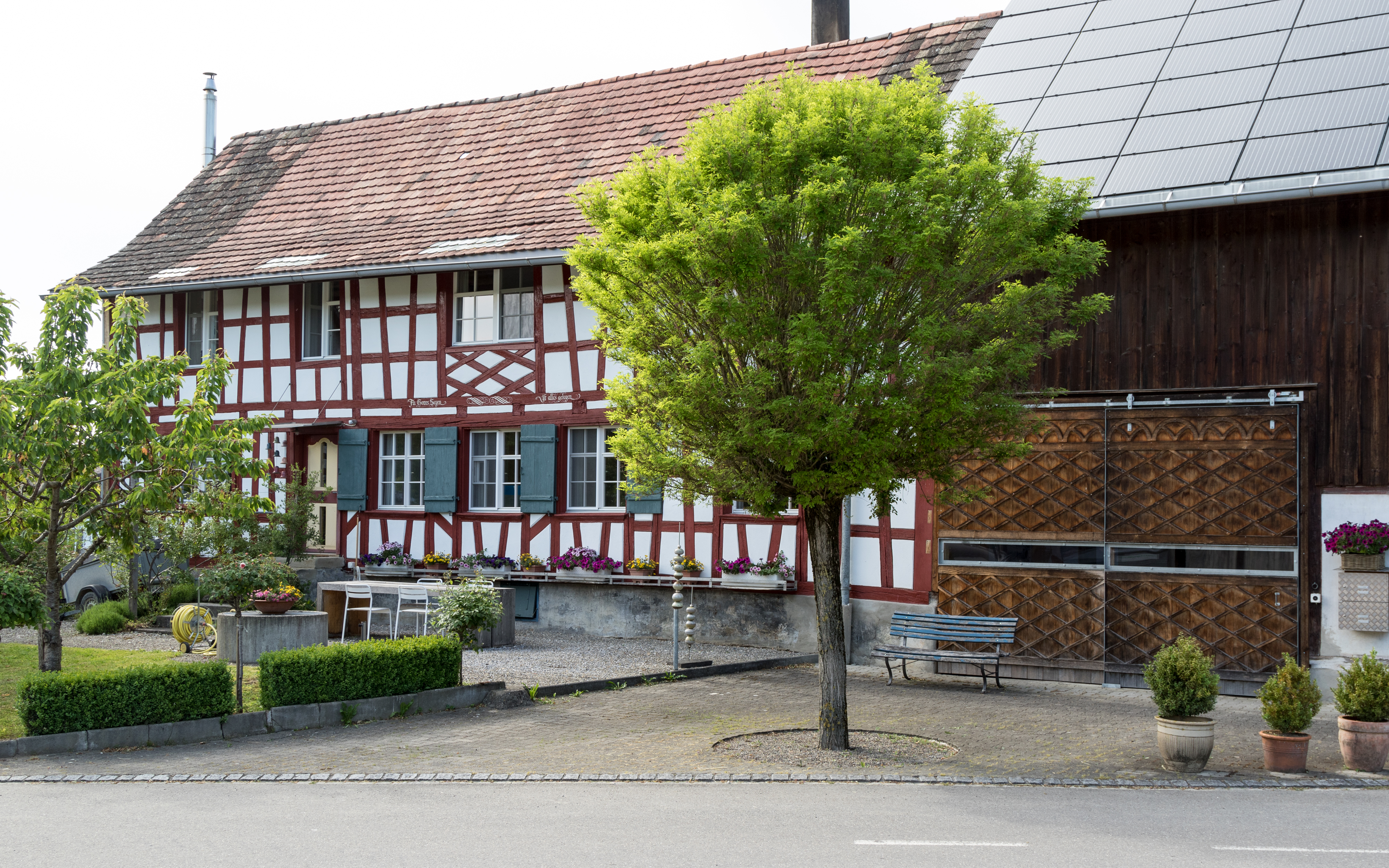
Sperbersholzstrasse
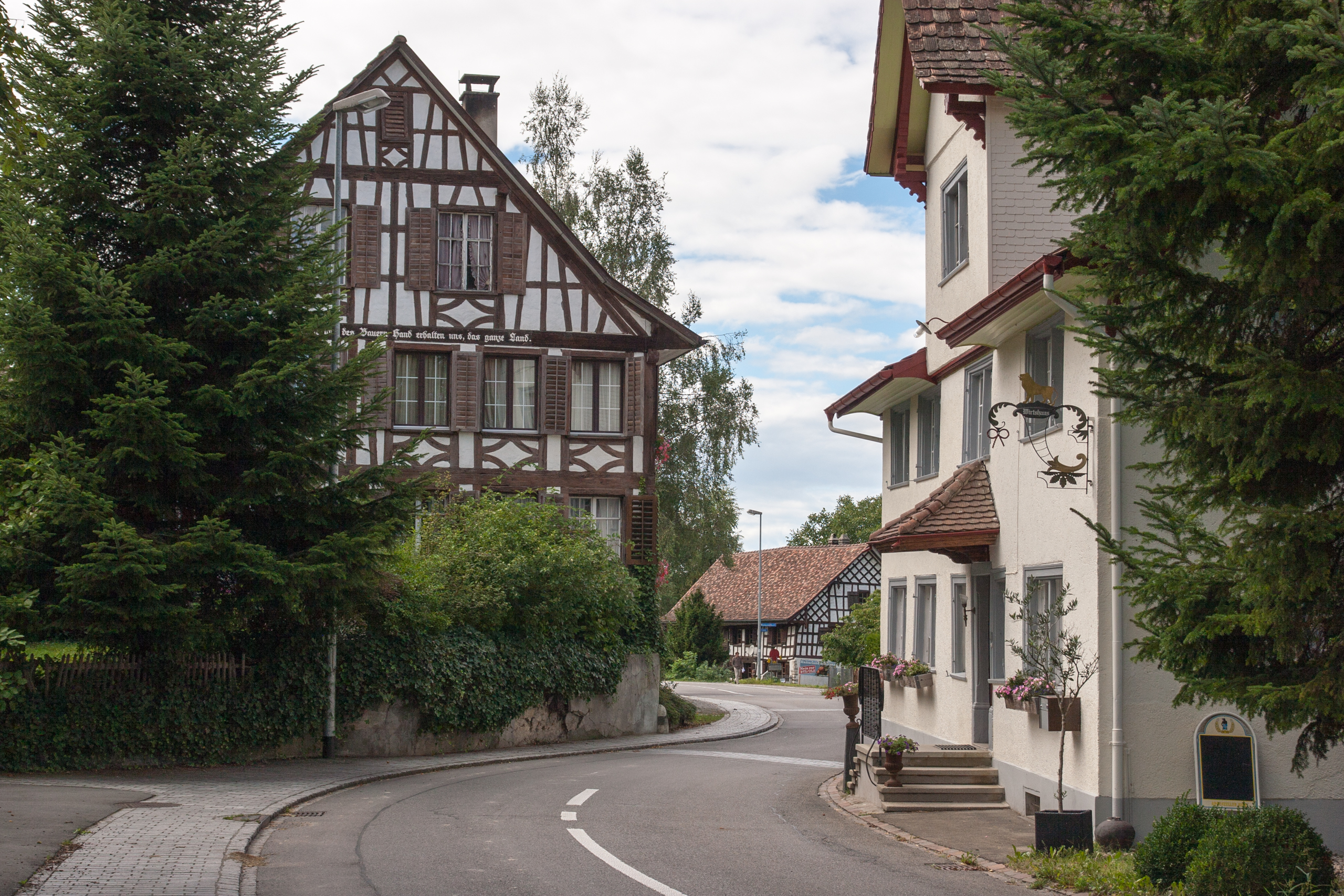
Langstrasse
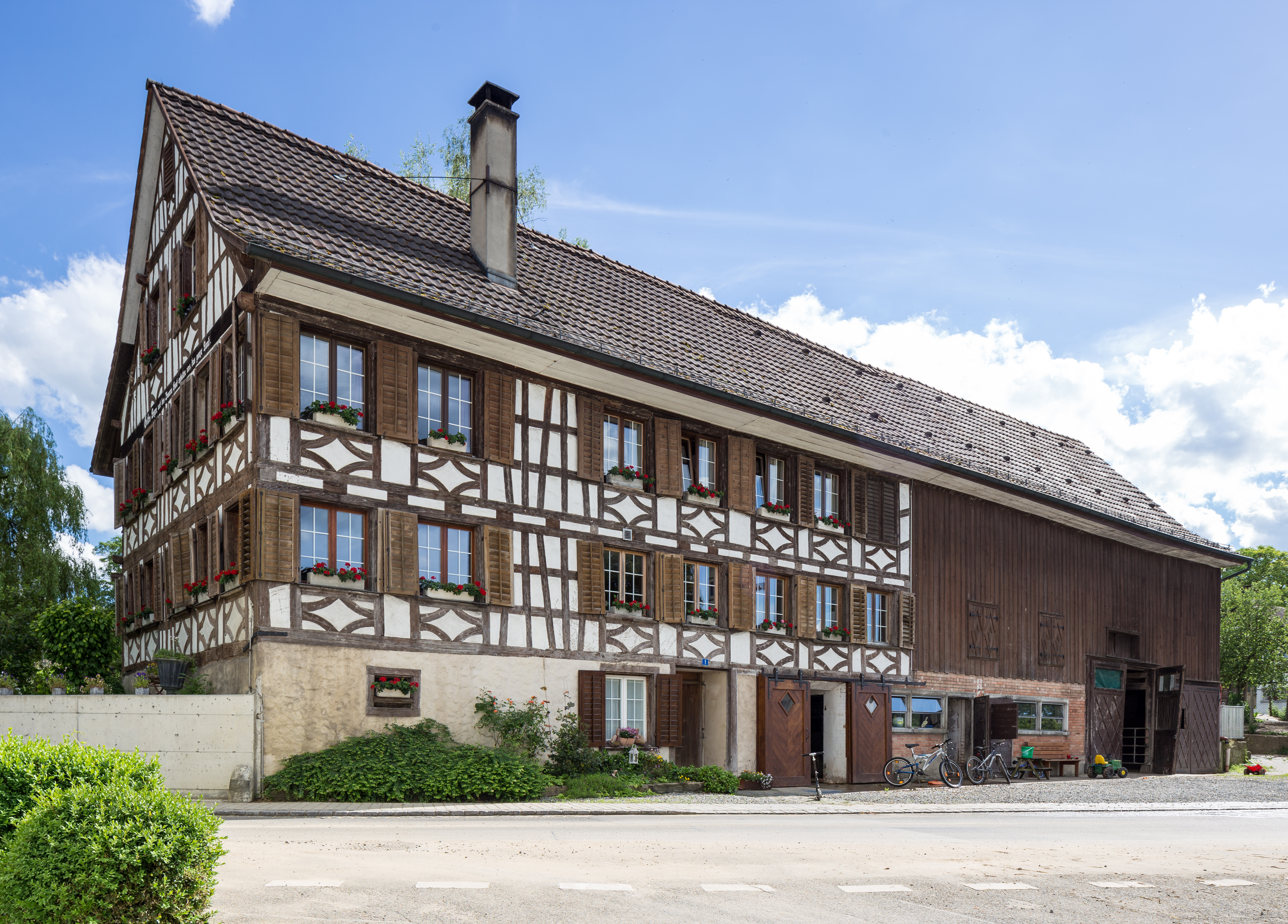
Bauernhaus Langstrasse 1
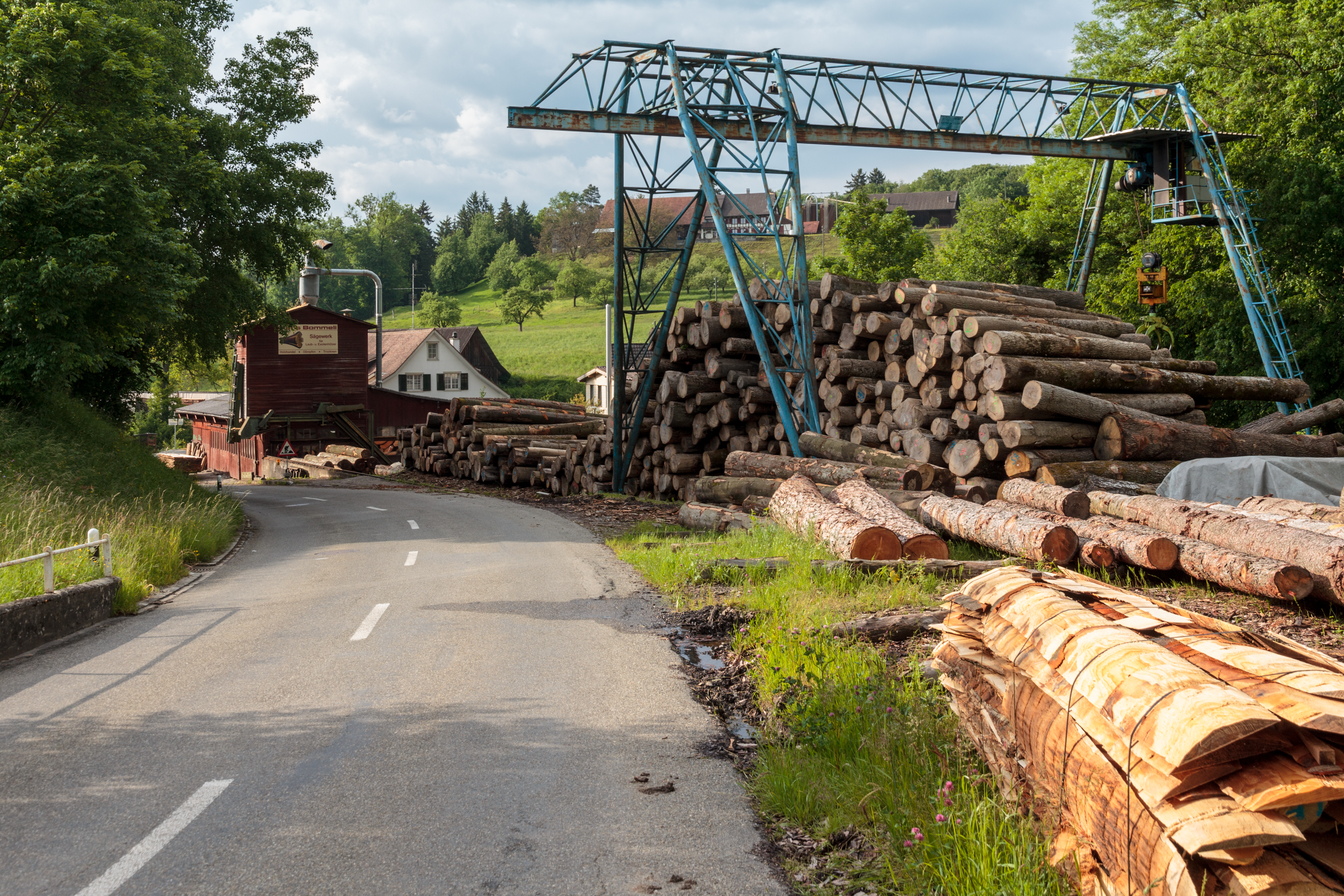
Sägewerk in Mannenmühle

## Persönlichkeiten
- Johann Jakob Nater (1826–1906), Komponist, Organist und Dirigent der Romantik
- Johannes Nater (1856–1928), Lehrer und Lokalhistoriker